# Tmarus craneae
Tmarus craneae är en spindelart som beskrevs av Arthur M. Chickering 1965. Tmarus craneae ingår i släktet Tmarus och familjen krabbspindlar. Inga underarter finns listade i Catalogue of Life.